# 1922年9月21日の日食

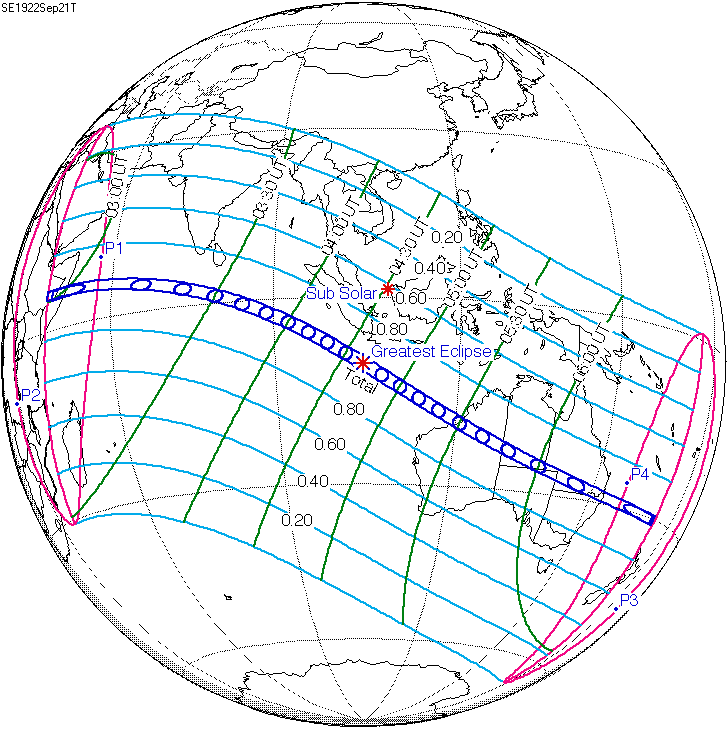

1922年9月21日の日食は、1922年9月21日に観測された日食である。エチオピア、イタリア領ソマリランド、イギリス領モルディブ、海峡植民地のクリスマス島、オーストラリアで皆既日食が観測され、アフリカ東部、アジア南部、オーストラリアおよび以上の地域の周辺の一部で部分日食が観測された。

## 通過した地域
皆既帯が通過した、皆既日食が見えた地域はエチオピア帝国南東部（現在のエチオピアに属する）、イタリア領ソマリランド（現在のソマリアに属する）、イギリス領モルディブ（現在のモルディブ）、イギリス領海峡植民地のクリスマス島（現在はオーストラリア領となっている）、オーストラリアの西オーストラリア州北部からクイーンズランド州とニューサウスウェールズ州の隣接地域までの範囲だった。
また、皆既日食が見えなくても、部分日食が見えた地域はアフリカ東部、西アジア中南部、南アジアのほとんど（北端と北東端を除く）、中国南西部国境地帯、東南アジアのほとんど（北端を除く）、オーストラリア、ニュージーランド、メラネシアだった。

## 観測
1919年5月29日の皆既日食の時、アルベルト・アインシュタインが発表した一般相対性理論から導かれた重力レンズと一致した効果が観測された。再確認のため、南オーストラリア州とニューサウスウェールズ州の天文台はそれぞれ観測活動を行った。計20の観測隊が西オーストラリア州北部沿岸にある、人口の少ないワラルで皆既日食を観測した。そのうちアメリカのリック天文台の観測隊は8月5日にシドニーに着き、列車で西へオーストラリアを横断し、8月16日に西オーストラリア州の州都パースに着き、8月20日にパースの南西に位置する港フリーマントルから船で西オーストラリア州北部沿岸のブルームへ行き、最後にワラルに到着した。オーストラリア政府は観測活動をしていなかったが、各観測隊に資金援助をした。例えば、シドニーからワラルまでの旅費は一切オーストラリア政府負担だった。